# Terra Ultima
Terra Ultima is een kinderboek van Raoul Deleo en Noah J. Stern uit 2021. De ondertitel luidt: De ontdekking van een onbekend continent. Het boek verscheen bij Lannoo.

## Inhoud
De ontdekkingsreiziger Raoul Deleo vindt een continent met allemaal fabeldieren, zoals een krab met als scharen twee toekan hoofden of een slak met als hoofd een giraffennek. In het latijn wordt de wetenschappelijke naam over het fabeldier genoemd en er wordt informatie gegeven over het dier, zoals hoe het dier opgroeit en wat het dier eet. Het boek vangt aan met een inleiding door bioloog Noah J. Stern, lid van de Expeditie naar Terra Australis, die het boek heeft samengesteld uit materiaal dat hij aantrof in het archief van Deleo. 

## Prijzen en nominaties
- Terra Ultima werd genomineerd voor de Jan Wolkersprijs 2021.[2]
- In 2022 kreeg het boek zowel de Woutertje Pieterse Prijs,[3][2][4] alsook de Gouden Penseel toegekend.[5][6]